# Мелис Самоски
Мелис Самоски (стгрч. Μέλισσος ὁ ΣάμιοςΜέλισσος ὁ Σάμιος; fl. 5. век п. н. е.) био је трећи и последњи члан античке школе Елеатске филозофије, чији су други чланови били Зенон и Парменид.
Мало се зна о његовом животу, осим да је био командант Самијске флоте у Самијском рату. Мелисов допринос филозофији био је трактат о систематским аргументима који подржавају елеатску филозофију.

## Биографија
Нема много података о животу Мелиса. Можда је рођен око 500. године пре нове ере; датум његове смрти није познат.
Оно мало што се о њему зна углавном је извучено из малог одломка у Плутарховом животу Перикла. Био је командант Самијске флоте у Самијском рату и победио је Перикла и атинску флоту 440. пре нове ере. Плутарх тврди да Аристотел наводи да је Мелис такође победио Перикла у ранијој бици. У делу Темистоклеов живот, Плутарх пориче Стесимбротову тврдњу да је Темистокле веома ценио Мелиса, тврдећи да он меша Темистокла и Перикла. Сматрало се да је Мелис био Парменидов ученик и Леукипов учитељ иако се на дате тврдње мора гледати са одређеном дозом скептицизма.
Много тога што је остало од Мелисове филозофске расправе, касније назване О природи, Симплиције је сачувао у коментарима које је саставио о Аристотеловој Физици и О небесима, а до нас је дошло неколико резимеа његове филозофије. За разлику од Парменида, Мелис је своју расправу писао у прози, а не у поезији. Он тврди да је Биће једно, нестворено, неуништиво, недељиво, непроменљиво, непомично и исто. Настојао је да покаже да је стварност потпуно неограничена и бесконачно проширена у свим правцима; а пошто је постојање неограничено, она такође мора бити јединствена.

## Утицај
Аристотел је Мелисово дело окарактерисао као „мало сироб” и навео да је Мелис износио „неважеће аргументе полазећи од лажних претпоставки”. Каснији перипатетички филозоф, Аристокле из Месене, такође је изразио критичке коментаре према Мелису, називајући неколико његових аргумената „апсурдним“.
Мелисов рад је прошао нешто боље у очима савремених научника; сматра се да је био инвентиван филозоф и да је представљао јасне и директне аргументе.
Иако је Мелис сагласан са Парменидом у његовим општим погледима и оквирима елеатизма, дао је оригиналне доприносе и иновације у суштину елеатске филозофије.

## Фрагменти
- B1. Simplicius (2011). On Aristotle Physics 1.3–4. London. 162,24. ISBN 978-1-4725-5230-3.
- B2. Simplicius (2022). On Aristotle Physics 1.1–2. London. 29,22. ISBN 9781350285682.
- B3. Simplicius (2011). On Aristotle Physics 1.3–4. London. 109,29. ISBN 978-1-4725-5230-3.
- B4. Simplicius (2011). On Aristotle Physics 1.3–4. London. 110,2. ISBN 978-1-4725-5230-3.
- B5. Simplicius (2011). On Aristotle Physics 1.3–4. London. 110,5. ISBN 978-1-4725-5230-3.
- B6. Simplicius (2009). On Aristotle On the heavens 3.1–7. London. 557,14. ISBN 978-1-4725-0161-5.
- B7. Simplicius (2011). On Aristotle Physics 1.3–4. London. 111,18. ISBN 978-1-4725-5230-3.
- B8. Simplicius (2009). On Aristotle On the heavens 3.1–7. London. 558,19. ISBN 978-1-4725-0161-5.
- B9. Simplicius (2011). On Aristotle Physics 1.3–4. London. 109,34. ISBN 978-1-4725-5230-3.
- B10. Simplicius (2011). On Aristotle Physics 1.3–4. London. 109,32. ISBN 978-1-4725-5230-3.